# Grube Rosalinde
Die Grube Rosalinde ist eine ehemalige Buntmetallerzgrube im Bensberger Erzrevier in Overath. Sie lag in der Umgebung von der Ortschaft Rott in Vilkerath.

## Geschichte
Eine erste Mutung durch die Gesellschaft Altenberg in einem Steinbruch am Huferberg auf Bleierze hatte es bereits im April 1855 gegeben, die mit einer Mutung vom 21. Februar 1868 auf Blende und Kupfererze erweitert wurde. In der Feldesbesichtigung am 31. März 1868 und der anschließenden Schlussverhandlung am 14. Juni 1868 wurde die Bauwürdigkeit bestätigt. Am 28. Mai 1868 erfolgte die Verleihung auf die Gewinnung von Blei- und Zinkerzen. In den Akten wird die Grube Rosalinde unter den „nicht gebauten Gängen“ geführt.